# Double Diamond

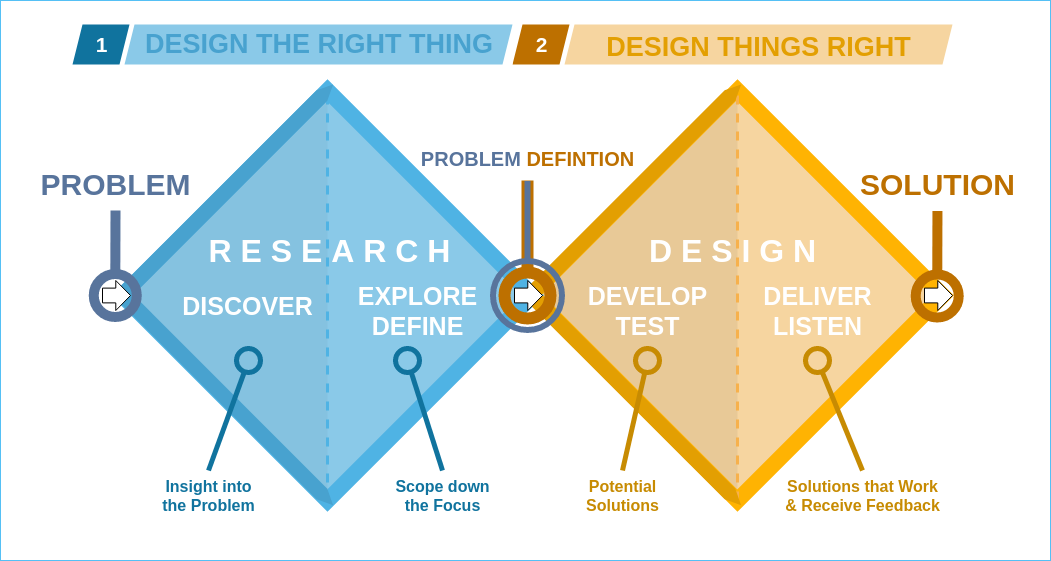
Illustrazione del diagramma a doppio diamante

fasi del processo del metodo Double Diamond

Double Diamond (Doppio Diamante) è il nome di un modello di processo di progettazione reso popolare dal British Design Council nel 2005, e adattato dal modello di divergenza-convergenza proposto nel 1996 dalla linguista ungherese-americana Béla H. Bánáthy .
I due diamanti rappresentano un processo di esplorazione di un problema in modo più ampio o profondo (pensiero divergente) e quindi di azione mirata (pensiero convergente). Suggerisce che il processo di progettazione dovrebbe avere quattro fasi:
- Scoperta: (fase analitica divergente) comprendere il problema piuttosto che limitarti ad a recepirlo passivamente. Implica parlare e trascorrere del tempo con persone che sono interessate dal problema stesso.
- Definizione: (fase analitica convergente) l'intuizione raccolta dalla fase di scoperta può aiutare a definire il problema in un modo diverso.
- Sviluppo: (fase creativa divergente) dare risposte diverse al problema chiaramente definito, cercando ispirazione da altrove e co-progettando con una gamma di persone diverse.
- Consegna: (fase creativa convergente) implica testare diverse soluzioni su piccola scala, rifiutando quelle che non risolvono il problema e migliorando quelle che lo fanno.[4]

1. ↑   Design Council,  https://www.designcouncil.org.uk/fileadmin/uploads/dc/Documents/ElevenLessons_Design_Council%2520%25282%2529.pdf. URL consultato il 2 December 2022.
2. ↑    p. XV, 372, ISBN 978-0-306-45251-2,  https://www.springer.com/gp/book/9780306452512.
3. ↑  (EN) Copia archiviata, su MethodKit Stories. URL consultato il 3 September 2019 (archiviato dall'url originale il 21 dicembre 2022).
4. 1 2  (EN) Design Council,  https://www.designcouncil.org.uk/news-opinion/what-framework-innovation-design-councils-evolved-double-diamond. URL consultato il 6 April 2021.